# Riff
Riff je v hudbě opakovaný melodický nebo rytmický motiv či fráze.
Podle Matznera je riff „melodicky prostá dvou- až čtyřtaktová fráze, zpravidla nepřetržitě opakovaná, případně transponovaná pomocí sekvencí. ... Motorické napětí, jehož je dosaženo důsledným uplatněním riffové techniky, se stalo oblíbeným aranžérským efektem, příznačným zvláště pro styl raných svingových orchestrů ze Středozápadu (Basie, T. Floyd, A. Kirk, B. Moten, W. Page), později jej úspěšně absorbovali do své hudby tvůrci R & R.“ 
Slovník pojmů moderní hudby uvádí, že riff je stereotypní, opakovaná, krátká a jednoduchá melodická myšlenka, která původně často vyplňovala stop-time. Takzvaná riffová technika byla hojně využívána zvláště ve swingu, v němž fungovala jako doprovodná figura nebo jako hlavní melodie. Riff jako charakteristický prvek stylu využíval bebop.
V rockové hudbě i v žánrech taneční hudby je riff krátká melodie, motiv nebo jedna fráze, obvykle část delšího sóla, často v úvodu písně a opakující se během písně. Je častý v blues a je základem heavymetalové hudby.[zdroj?]
Riffy jsou divácky nejpoutavější částí rockových písní. Mezi nejznámější riffy patří úvodní riff z písně „Smoke on the Water“ od skupiny Deep Purple, riff ze songu „Highway to Hell“ hardrockových AC/DC anebo riff z refrénu hitu „Seven Nation Army“ od kapely The White Stripes.[zdroj?]